# Estireno
El estireno es un hidrocarburo aromático de fórmula C8H8. Es un anillo de benceno con un sustituyente etileno manufacturado por la industria química. Es también conocido como vinilbenceno, etenilbenceno, cinameno o feniletileno. Es un líquido incoloro de aroma dulce que se evapora fácilmente. A menudo contiene otros productos químicos que le dan un aroma penetrante y desagradable.
El estireno es apolar, y por tanto se disuelve en algunos líquidos orgánicos, pero no se disuelve muy fácilmente en agua. Se producen millones de toneladas al año para fabricar productos tales como caucho, plásticos, material aislante, cañerías, partes de automóviles, envases de alimentos y revestimiento de alfombras.
La mayoría de estos productos contienen estireno en forma de una cadena larga (poliestireno), además de estireno sin formar cadenas. También aparecen bajos niveles de estireno en diferentes  